# Keerkring

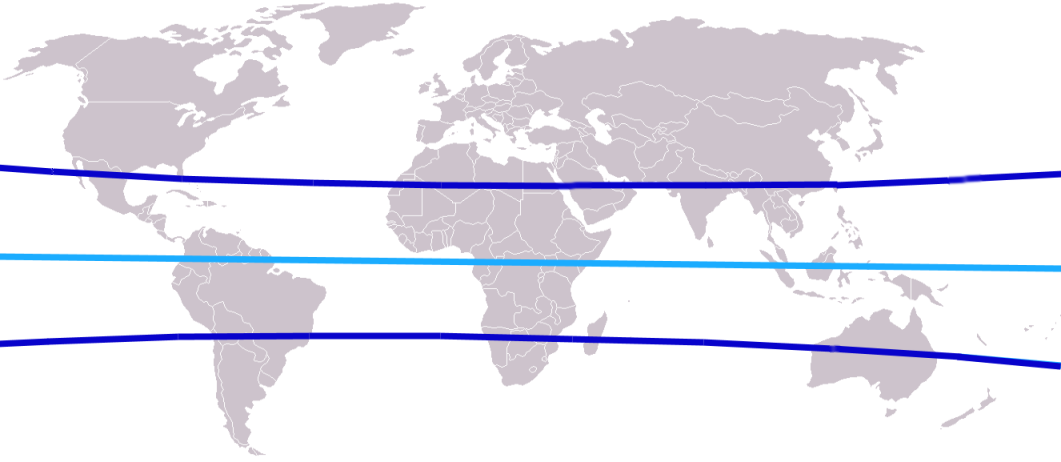
Van noord naar zuid:

De keerkringen zijn de twee parallellen op de Aarde die de maximale afstand van de evenaar weergeven waar de zon in de middag in het zenit staat, dus loodrecht boven de waarnemer. De Kreeftskeerkring bevindt zich op ongeveer 23°26' noorderbreedte en de Steenbokskeerkring op ongeveer 23°26' zuiderbreedte. Het gebied tussen de keerkringen heet de tropen.
Doordat de obliquiteit van de aarde niet constant is, varieert de uiterste plaats waar de zon in het zenit staat volgens de milanković-parameters met een periode van 41.000 jaar tussen de 22 en 24,5°. Het laatste maximum was 10.700 jaar geleden op 24,4° en het volgende minimum ligt over 9.800 jaar op 22,6°.

## Zonnestand
Doordat de aardas een hoek maakt ten opzichte van de baan rond de zon, bereikt de zon voor een waarnemer niet op elke datum dezelfde maximale hoogte.
De zon staat op of rond 21 juni loodrecht boven de Kreeftskeerkring. Deze keerkring wordt traditioneel naar het sterrenbeeld Kreeft genoemd, waarin de zon eerst op dat moment stond. Ten gevolge van precessie is de positie van de zon op het moment van de zomerzonnewende op het noordelijk halfrond verschoven van Kreeft, via Tweelingen naar, sinds 1990, het sterrenbeeld Stier. Op het noordelijk halfrond zijn dan de dagen het langst en is het midzomer. 
Bij het passeren van de evenaar, op ongeveer 21 maart of 21 september wisselen de seizoenen van zomer naar winter of omgekeerd. Vervolgens staat de zon op ongeveer 22 december loodrecht boven de Steenbokskeerkring, zijn de dagen het langst op het zuidelijk halfrond en is het daar dan midzomer en op het noordelijk halfrond midwinter. De zon staat op dat moment volgens de astrologische traditie in het sterrenbeeld Steenbok, in werkelijkheid is dat nu Boogschutter.

## Zenit
Alleen op of tussen de keerkringen kan de zon 's middags in het zenit staan, dat is loodrecht boven de waarnemer. Ten noorden van de Kreeftskeerkring staat de zon 's middags altijd in het zuiden. Ten zuiden van de Steenbokskeerkring staat zij 's middags altijd in het noorden. Tussen de keerkringen zijn beide mogelijk naargelang het seizoen en staat de zon twee keer per jaar in het zenit. Op de keerkringen zelf is dat eenmaal het geval.
Evenaar · Poolcirkel · Noordpoolcirkel · Zuidpoolcirkel

Keerkring · Kreeftskeerkring · Steenbokskeerkring